# Câu lạc bộ bóng đá Hà Nội Sun
Câu lạc bộ bóng đá Hà Nội Sun FC, hay gọi tắt là Hà Nội Sun FC, trước đây là câu lạc bộ bóng đá Hà Nội Phù Đổng, là một câu lạc bộ bóng đá chuyên nghiệp có trụ sở tại Hà Nội, Việt Nam.
Câu lạc bộ được thành lập năm 2018, câu lạc bộ thuộc sự quản lý của trung tâm bóng đá Hà Nội Phù Đổng và hiện đang thi đấu tại Giải hạng ba quốc gia.
Câu lạc bộ không có mối quan hệ với Phù Đổng FC.

## Lịch sử

### Thành lập
Trung tâm bóng đá Phù Đổng được thành lập vào năm 2018 bởi cựu Huấn luyện viên Triệu Quang Hà vào năm 2018. Ông quyết định thành lập đội bóng đá Hà Nội Phù Đổng theo mô hình chuyên nghiệp để tham gia vào hệ thống các giải đấu bóng đá ở Việt Nam.
Ý nghĩa cái tên câu lạc bộ là “Lấy cảm hứng từ câu chuyện dân gian Phù Đổng Thiên Vương, chúng tôi muốn xây dựng một trung tâm bóng đá có sức sống, ý chí kiên cường và mạnh mẽ như Thánh Gióng.Cái tên Phù Đổng gợi cho người đọc một sự tự hào, hứng khởi và tôi muốn các cầu thủ ở trung tâm cũng có được điều đó” - theo chia sẻ của chủ tịch Triệu Quang Hà.

### Giải hạng ba 2018
Hà Nội Phù Đổng chính thức tham gia giải hạng ba quốc gia 2018 với mục tiêu thăng hạng. Câu lạc bộ nằm trong bảng A cùng với Hà Nội C, ĐHTDTT Bắc Ninh và PVF
Kết thúc mùa giải, Hà Nội Phù Đổng xếp nhì bảng nhưng không được lên hạng do thua đội nhì bảng có thành tích tốt nhất là Trẻ Đà Nẵng ở bảng B.

### Giải hạng ba 2019 và đổi tên
Ngày 4/11/2019, trên fanpage chính thức của câu lạc bộ đăng tin thông báo rằng Hà Nội Phù Đổng sẽ thay đổi tên mới trở thành Hà Nội Sun FC  và thi đấu tại giải bóng đá hạng ba quốc gia 2019.
Tại giải bóng đá hạng ba quốc gia 2019, Hà Nội Sun FC nằm ở bảng B cùng Trẻ Thành phố Hồ Chí Minh, Đồng Nai và Bến Tre.

## Phối hợp tài trợ
Hà Nội Sun FC có mối liên hệ với Urawa Red Diamonds và Matsumoto Yamaga. Urawa Red Diamonds là đối tác trao đổi kinh nghiệm quản lý, đào tạo CLB chuyên nghiệp. Còn Matsumoto Yamaga là đối tác trao đổi liên kết đào tạo cho trung tâm bóng đá Sun FC, trong đó có hoạt động trao gửi cầu thủ trẻ Việt Namsang Nhật Bản du học bóng đá.
Ngoài ra, câu lạc bộ còn được tài trợ bởi các công ty trong nước như Công ty CP Xây dựng Thương mại và Thể thao Quang Hà (do Triệu Quang Hà làm chủ), Tập đoàn Nippon Koei, Công ty CP Truyền thông Trust Media, Công ty CP XNK Việt Phát, Tập đoàn Đức Trung...

## Đội trẻ
Ngoài đội hình chính thi đấu tại hệ thống giải đấu trong nước, Hà Nội Sun FC cũng còn duy trì tuyến trẻ của mình.
Trung tâm bóng đá Hà Nội Sun FC tuyển chọn và thành lập các đội từ U5 đến U15. Ngoài việc tập luyện, các đội trẻ này còn được trung tâm cho tham dự các giải trẻ để cọ xát và cũng là để sàng lọc ra những tài năng nổi trội.

## Màu sắc và huy hiệu
Màu sắc chủ đạo của câu lạc bộ là màu tím và đen

## Sân vận động
Hà Nội Phù Đổng chọn sân vận động bóng đá tại Trung tâm bóng đá Phù Đổng làm sân nhà.